# Výborná
Výborná é um município da Eslováquia, situado no distrito de Kežmarok, na região de Prešov. Tem 10,54 km² de área e sua população em 2018 foi estimada em 1.271 habitantes.

## Demografia
| Ano:        | 1994 | 2004    | 2014    | 2024    |
| ----------- | ---- | ------- | ------- | ------- |
| Broj ljudi: | 668  | 908     | 1156    | 1443    |
| Razlika:    |      | +35,92% | +27,31% | +24,82% |

| Ano:               | 2023 | 2024   |
| ------------------ | ---- | ------ |
| Número de pessoas: | 1404 | 1443   |
| Diferença:         |      | +2,77% |